# 八尾市立美園小学校
八尾市立美園小学校（やおしりつ みその しょうがっこう）は、大阪府八尾市にある公立小学校。
八尾市立八尾小学校と八尾市立用和小学校の校区を再編し、1972年（昭和47年）に開校した。

## 沿革
- 1972年 - 開校。
- 1976年 - プール完工。

## 交通
- 近鉄大阪線 久宝寺口駅。